# Mesópolis
Mesópolis (mesó însemnând mijloc, iar polis, oraș) este un oraș în São Paulo (SP), Brazilia. Populația din 2004 atingea numărul de 1889 de indivizi, supragața orașului fiind de 161.74 km². 